# کیاسر (کرج)
کیاسر روستایی از توابع بخش آسارا شهرستان کرج در استان البرز ایران است.

## جمعیت
این روستا در دهستان آسارا قرار دارد و براساس سرشماری مرکز آمار ایران در سال ۱۳۸۵، جمعیت آن ۸۷ نفر (۳۱خانوار) بوده‌است.

## زبان
تاتی زبان مردم روستا است.